# Pylypez
Pylypez (ukrainisch Пилипець; russisch Пилипец Pilipez ungarisch Fülöpfalva, slowakisch Filipec, Pilipec) ist ein Dorf in den Waldkarpaten im Norden der ukrainischen Oblast Transkarpatien mit etwa 1100 Einwohnern (2001).

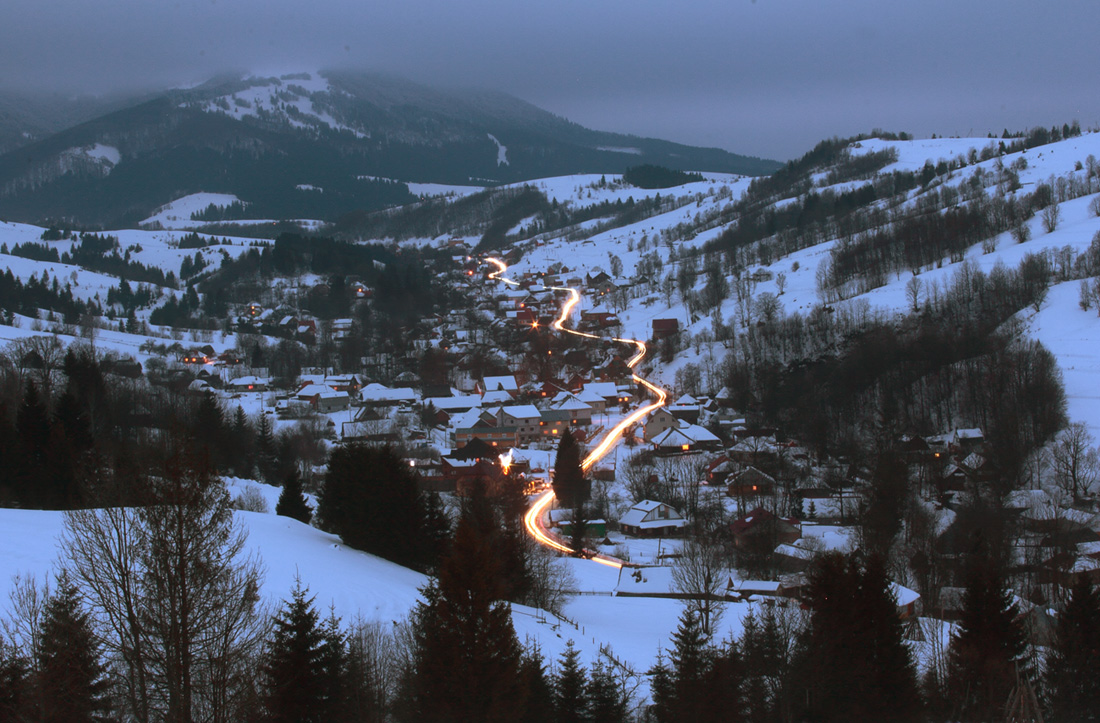
Abendlicher Blick auf das Dorf

## Gemeinde
Am 12. Juni 2020 wurde das Dorf zusammen mit 10 umliegenden Dörfern zum Zentrum der neu gegründeten Landgemeinde Pylypez (Пилипецька сільська громада/Pylypezka silska hromada) im Rajon Chust. Bis dahin bildete es zusammen mit den Dörfern Rostoka und Podobowez die 45 Quadratkilometer große Landratsgemeinde Pylypez (Пилипецька сільська рада/Pylypezka silska rada) im Rajon Mischhirja.
Folgende Orte sind neben dem Hauptort Pylypez Teil der Gemeinde:
| Name                     | Name             | Name                               | Name                         | Name               | Name    |
| ukrainisch transkribiert | ukrainisch       | russisch                           | slowakisch                   | ungarisch          | deutsch |
| ------------------------ | ---------------- | ---------------------------------- | ---------------------------- | ------------------ | ------- |
| Bukowez                  | Буковець         | Буковец                            | Bukovec, Bukovce             | Bükköspatak, Bukóc | -       |
| Isky                     | Ізки             | Изки (Iski)                        | Izky, Iska                   | Iszka              | -       |
| Keletschyn               | Келечин          | Келечин (Keletschin)               | Kelečín                      | Kelecsény          | -       |
| Nyschnyj Studenyj        | Нижній Студений  | Нижний Студеный (Nischni Studeny)  | Nižný Studený, Nižné Studené | Alsóhidegpatak     | -       |
| Podobowez                | Подобовець       | Подобовец                          | Podobovce, Podobovec         | Padóc, Podobóc     | -       |
| Potik                    | Потік            | Поток (Potok)                      | Kervavčat Potok              | Bükköskő           | -       |
| Ritschka                 | Річка            | Речка (Retschka)                   | Ríčka                        | Kispatak, Ricska   | -       |
| Rostoka                  | Розтока          | Ростока                            | Roztoka                      | Rosztoka           | -       |
| Tjuschka                 | Тюшка            | Тюшка                              | Ťuška, Tjuška                | Csuszka, Tyuska    | -       |
| Werchnij Studenyj        | Верхній Студений | Верхний Студеный (Werchni Studeny) | Vyšný Studený, Vyšné Studené | Felsőhidegpatak    | -       |

## Tourismus

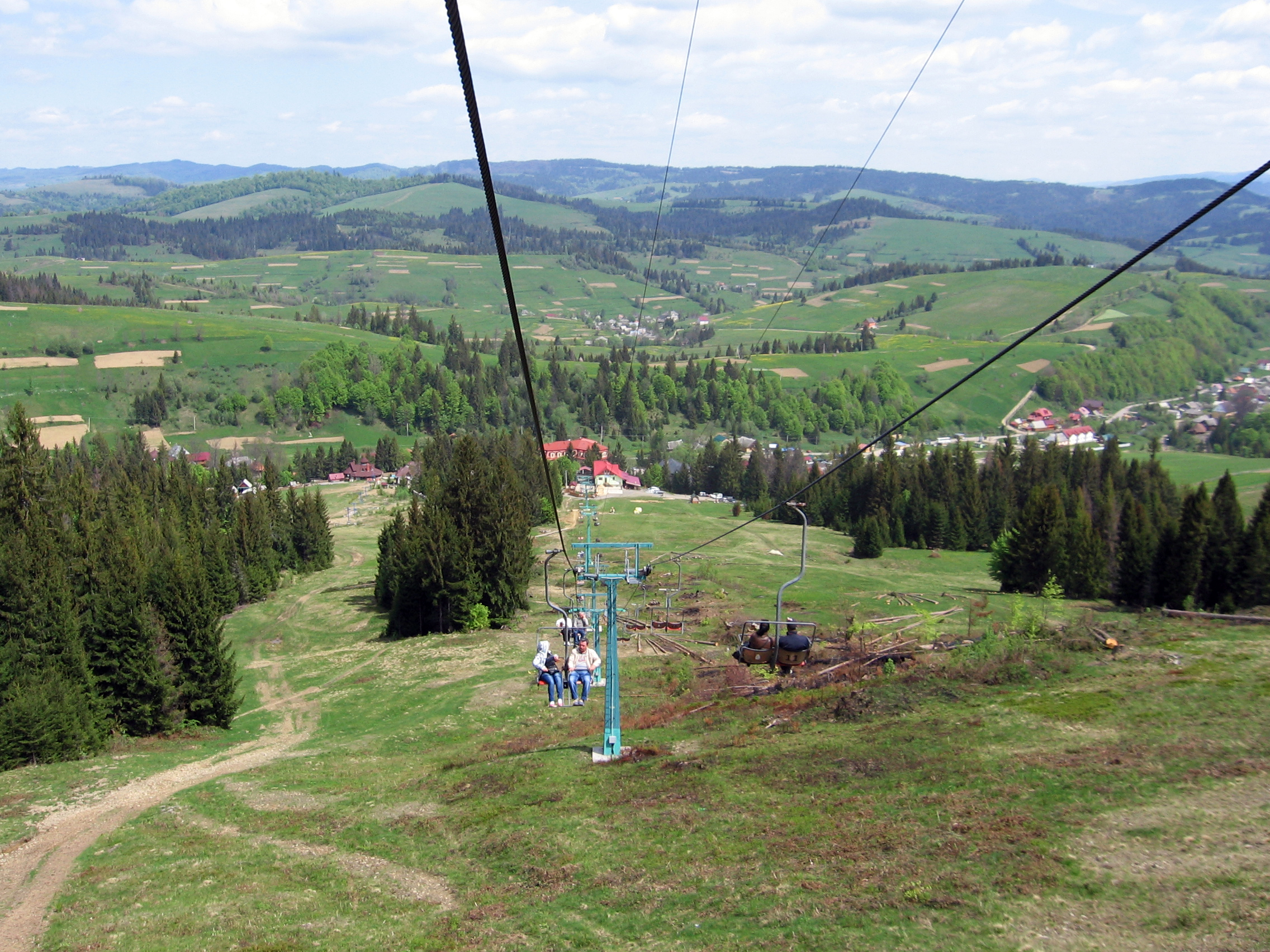
Skilift im Sommer

In Pylypez befindet sich ein Wintersportgebiet mit drei Skiliften und einer Gesamtstreckenlänge von mehr als 20.000 m. Die längste Abfahrt liegt am 1497 m hohen Hymba (Гимба) und hat eine Länge von 4000 m. Während der Sommermonate ist die Ortschaft Ausgangspunkt für Wandertouristen und ein Gleitschirmzentrum.
Die im achtzehnten Jahrhundert erbaute Holzkirche der Geburt der Heiligen Jungfrau Maria aus dem 18. Jahrhundert ist ein architektonisches Denkmal. In der Nähe des Dorfes liegt der 14 m hohe Schypit-Wasserfall sowie eine Mineralwasserquelle mit hohem Eisengehalt, deren Wasser sich zur Behandlung von Beschwerden an Herz, Gefäßen und Verdauungsorganen eignet.

## Geschichte

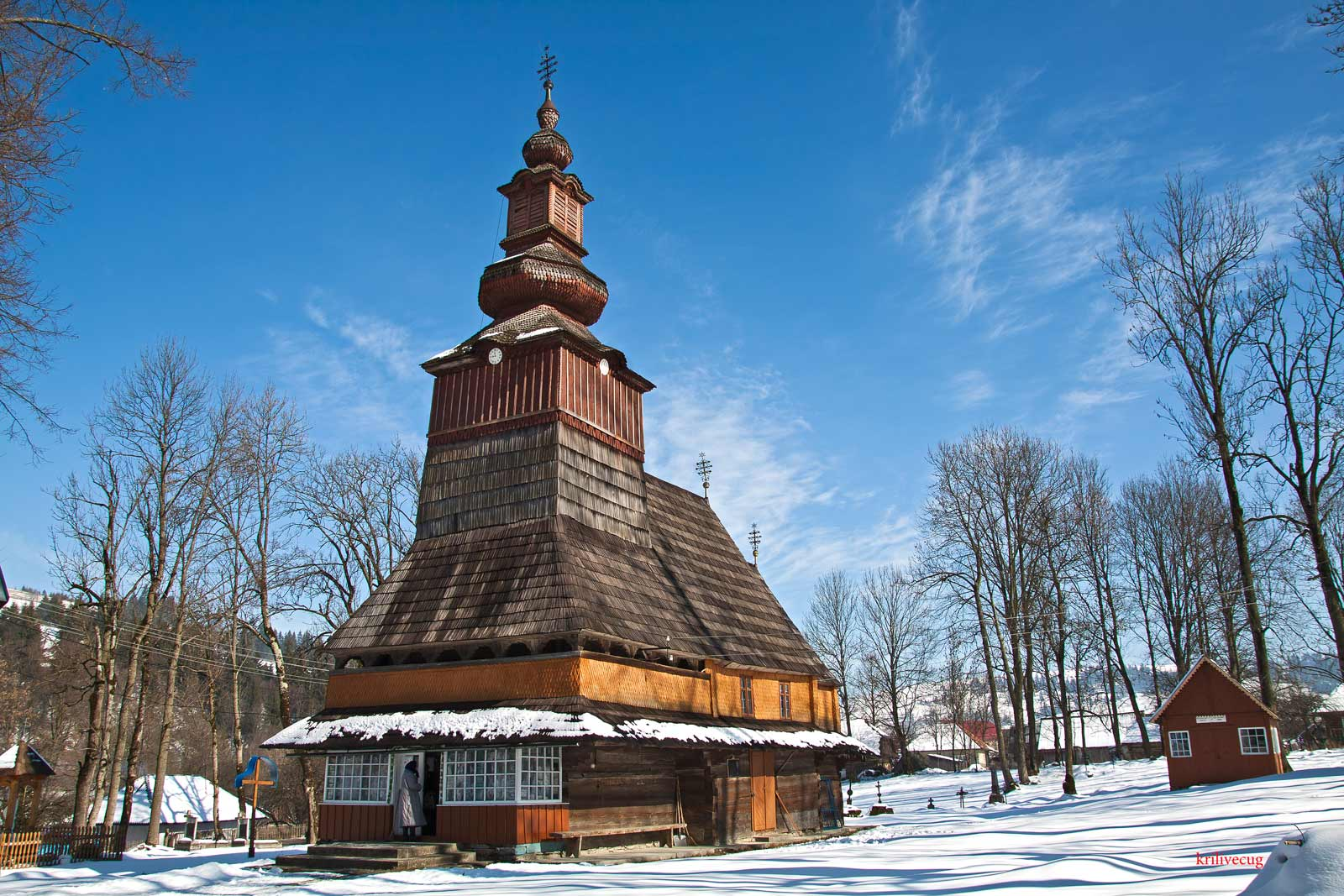
Winterliche Ansicht der Kirche der Jungfrau

Das erstmals 1463 in ungarischen Schriftquellen unter dem Namen Verelepets erwähnte Dorf wurde von flüchtigen Siedlern aus niedriger gelegenen Dörfer gegründet, die sich hier der Verfolgung durch ihre Feudalherren entziehen wollten. Der heutige Name des Dorfes leitet sich laut einer Legende vom Namen des Hirten Philip ab, der sich zuerst hier niederließ. Ab etwa 1875 gab es in dem Dorf eine Volksgrundschule.
Vor 1919 lag das Dorf im Königreich Ungarn des Kaiserreichs Österreich-Ungarn. Während des Ersten Weltkrieges wurde das Dorf im Oktober 1914 kurzzeitig von der Russischen Armee eingenommen. Nach dem Krieg lag es kurzzeitig in der Ungarischen Sozialistische Räterepublik. Anfang April 1919 wurde in Pylynka ein Sowjetrat gewählt, der jedoch nur bis zur Einnahme des Dorfes durch rumänische Truppen während des Ungarisch-Rumänischen Krieges Ende April 1919 bestand. Schließlich kam das Dorf als Teil der Karpato-Ukraine an die Tschechoslowakei. Am 15. März 1939 wurde die Ortschaft von ungarischen Truppen besetzt und, bis zur Eroberung am 11. Oktober 1944 durch Truppen der 4. Ukrainischen Front der Roten Armee, von Ungarn annektiert. Nach dem Zweiten Weltkrieg wurde das Ortsgebiet 1946 Teil der Ukrainischen Sozialistische Sowjetrepublik innerhalb der Sowjetunion. Nach deren Zerfall wurde Pylypez 1991 Bestandteil der unabhängigen Ukraine.

## Geografie
Das Karpatendorf liegt auf einer Höhe von 579 m am Fuß des Berges Hymba und des 1517 m hohen Mahura-Schyda (Магура-Жида) im Tal der Repynka (Репинка), einem 29 km langen, rechten Nebenfluss der Rika. Pylypez befindet sich 24 km nordwestlich vom ehemaligen Rajonzentrum Mischhirja und etwa 100 km östlich vom Oblastzentrum Uschhorod.
Durch das Dorf verläuft die Territorialstraße T–07–18.

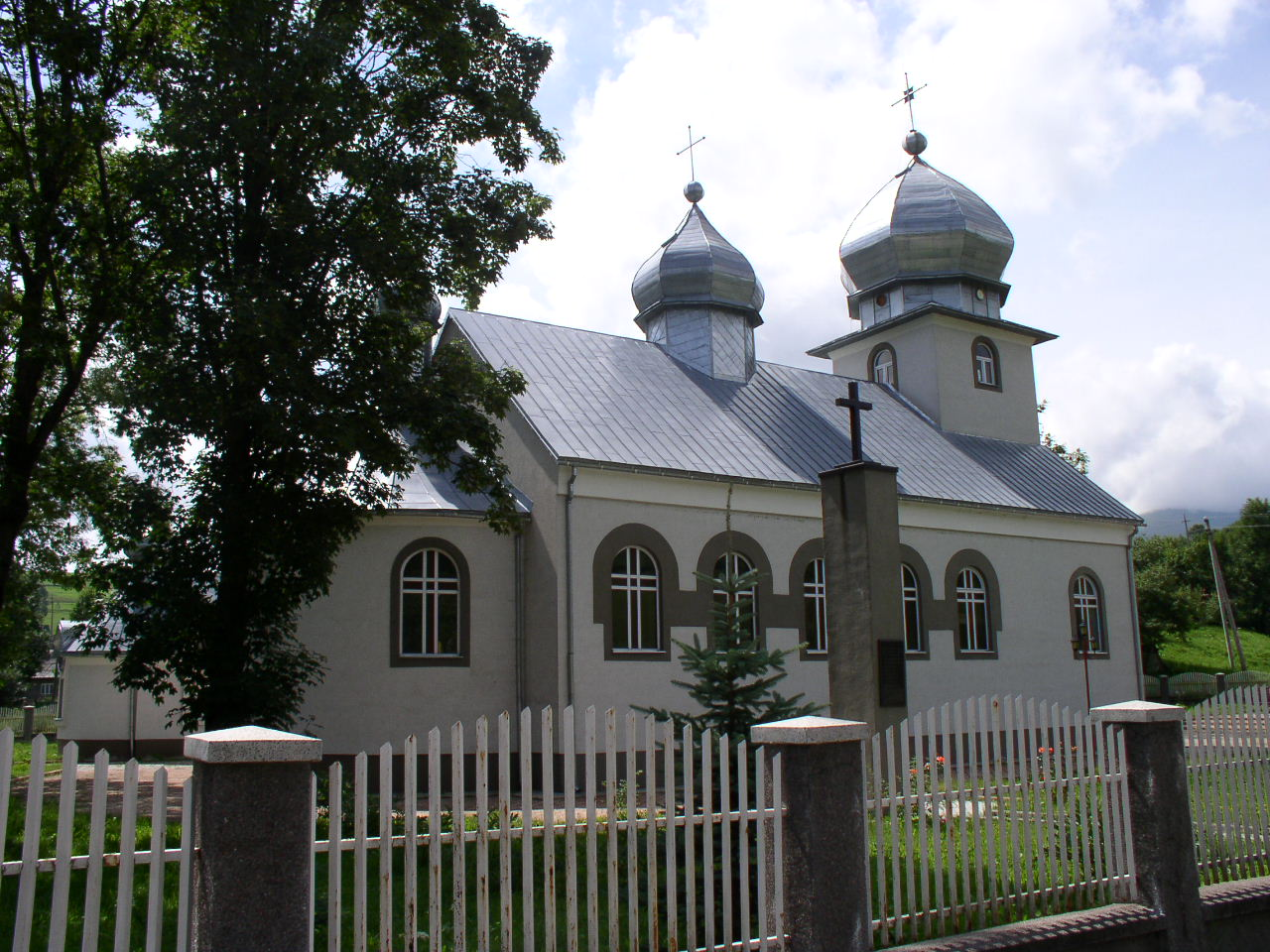
Ukrainisch-Griechisch-Katholische Kirche
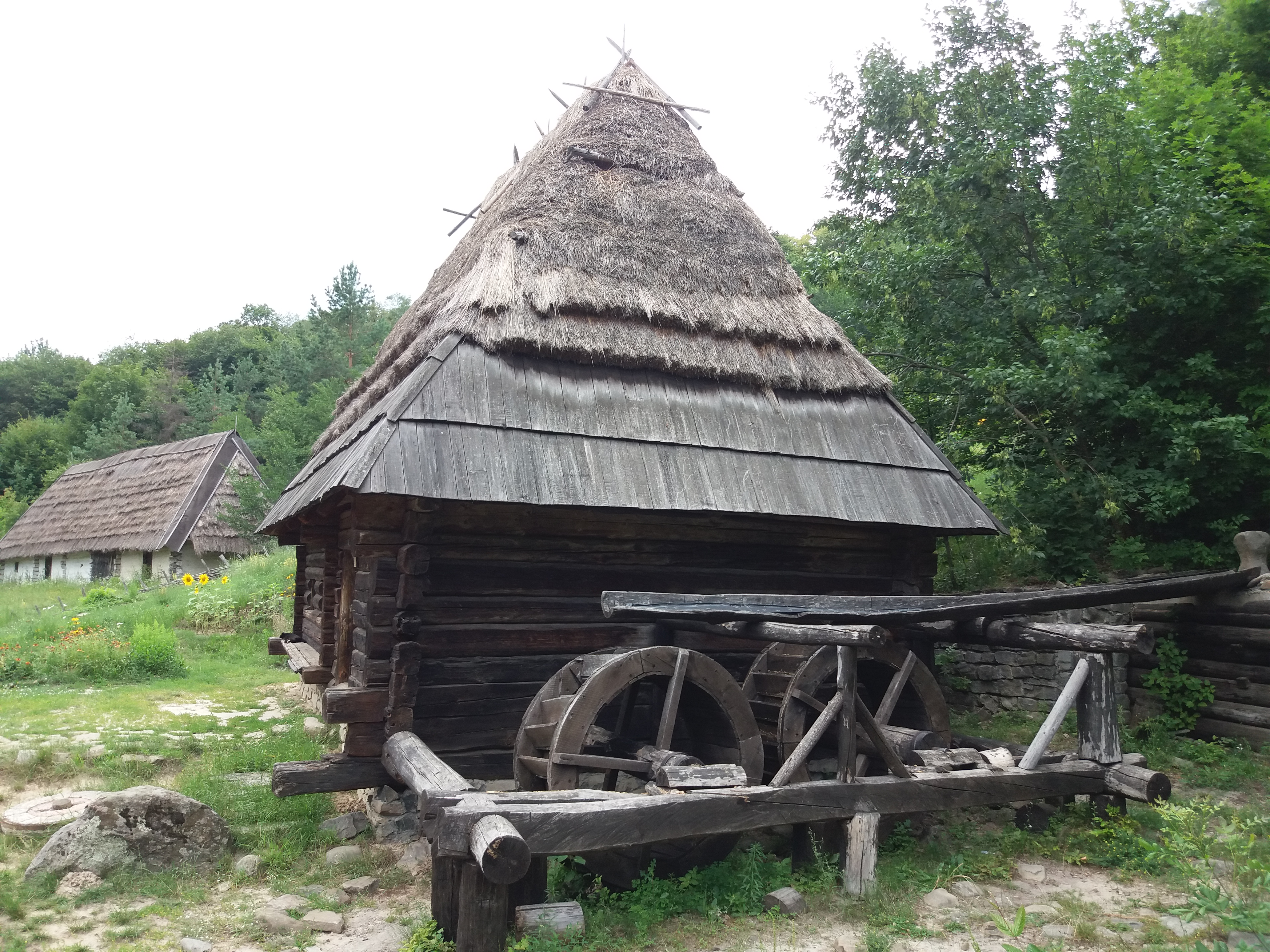
Wassermühle
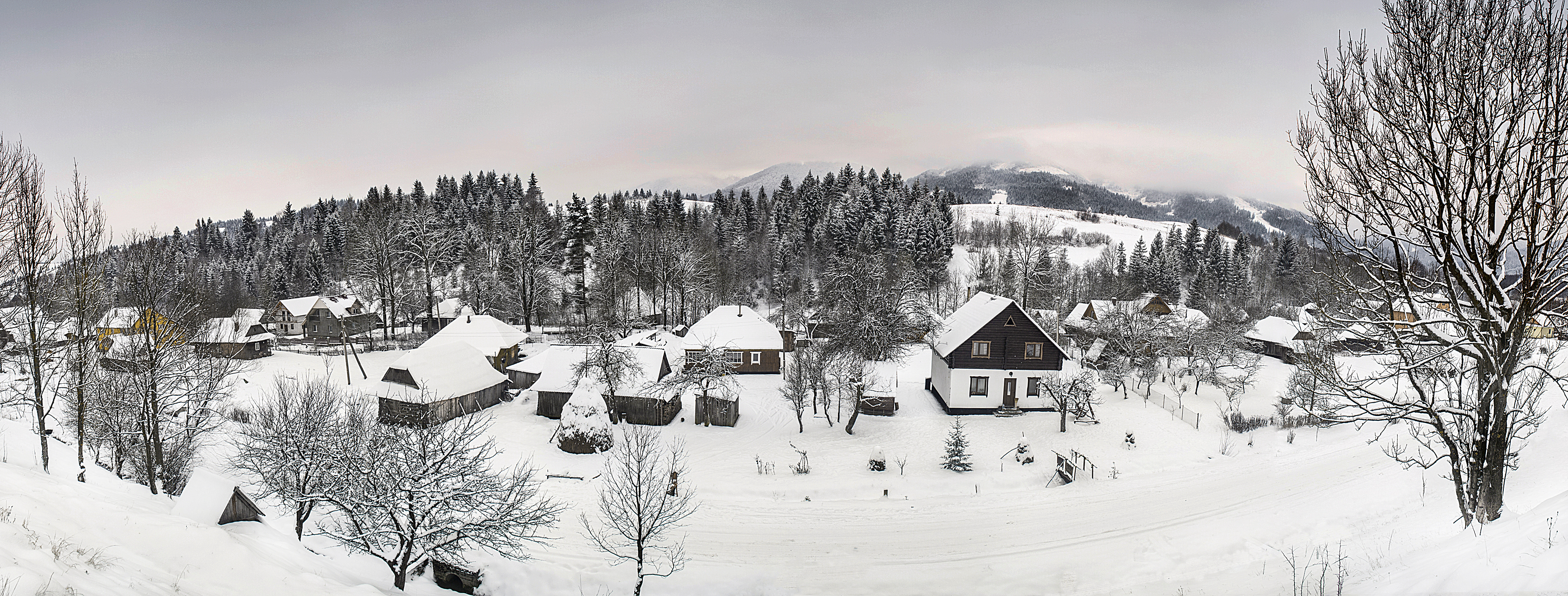
Winterliche Dorfansicht
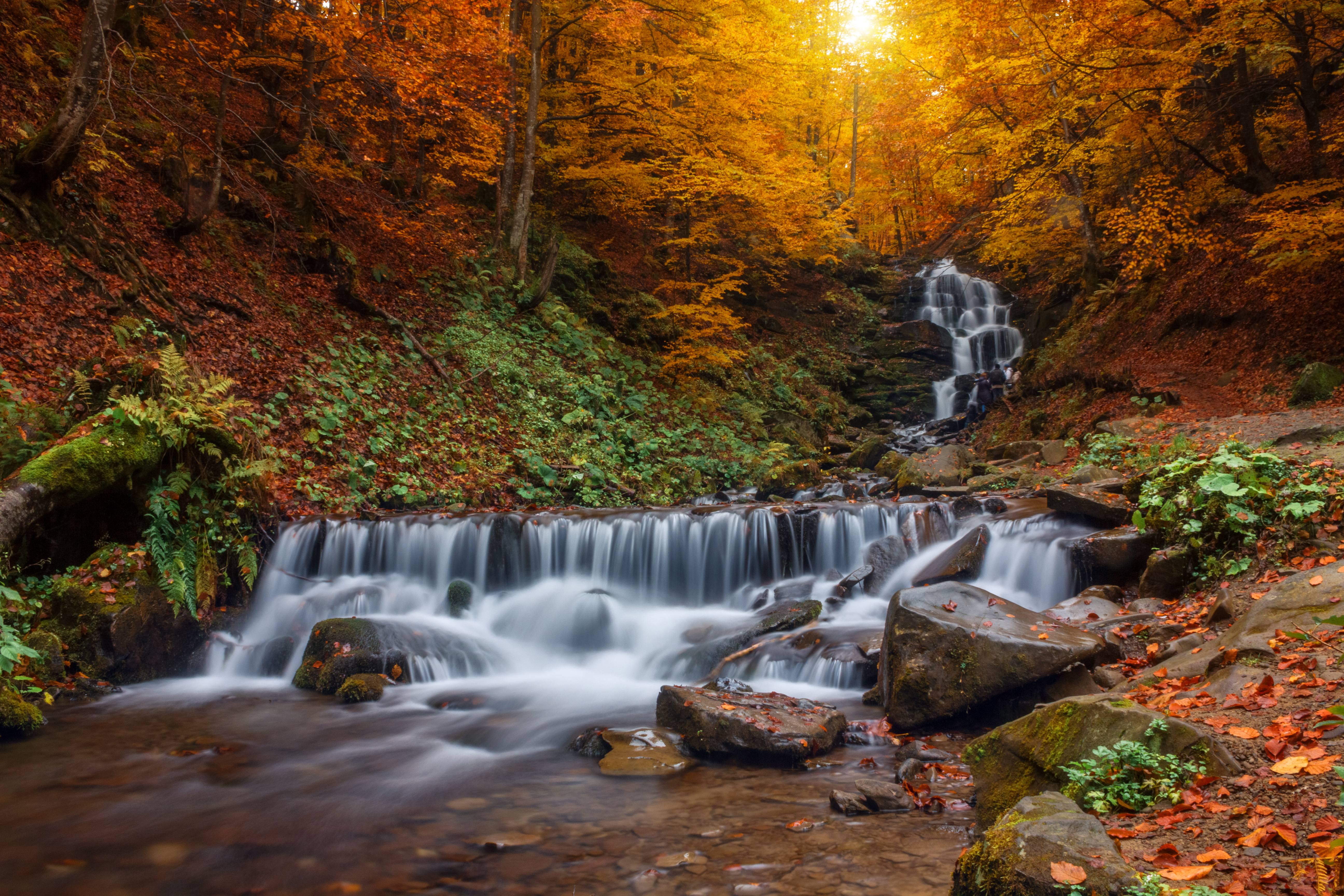
Schypit-Wasserfall bei Podobowez